# Али паша Арабаджи
Али паша Арабаджи (на турски: Arabacı Ali Pasha, Арабаджъ Али паша, Bahadırzade Ali Pasha, Бахадързаде Али паша) е османски държавник, велик везир на Османската империя от 24 август 1691 до 21 март 1692 година.

## Биография
Роден е в Охрид, тогава в Османската империя, в албанско семейство в 1620 година. След като служи в различни държавни учреждения, става подчинен на Фазъл Мустафа паша (Кьопрюлю), който е назначен за велик везир. По това време страната е ангажирана в Голямата турска война. Фазъл Мустафа паша временно успява да спре австрийското настъпление, но е убит по време на битката при Сланкамен. Пет дни по-късно султан Ахмед II назначава Али паша за нов велик везир.
Като велик везир се очаква Али паша да поеме командването на армията подобно на своя предшественик, но той предпочита да остане в столицата, което допринася за нови османски поражения. Неглижирането на военните дела и тежките репресии, включително смъртни присъди, срещу потенциалните опоненти, довеждат до загуба на доверието на султана. На 21 март 1692 г. Али паша е свален от власт.
Първоначално е зеточен в Галиполи, а след това на остров Родос. След като до султана достига слух за планове за връщане или бунт, Али паша е екзекутиран на Родос в 1693 година.